# D4: Dark Dreams Don't Die
D4: Dark Dreams Don't Die est un jeu vidéo d'aventure développé par Access Games et édité par Microsoft Studios, sorti en 2014 sur Xbox One. Il utilise le périphérique Kinect de la console. Il sort l'année suivante sur Windows.

## Accueil
- Canard PC : 3/10[1]
- Jeuxvideo.com : 15/20[2]